# Club de Básquetbol Caballeros de Culiacán
I Caballeros de Culiacán sono una società cestistica avente sede a Culiacán, in Messico. Fondati nel 2001, giocano nella Circuito de Baloncesto de la Costa del Pacífico dopo aver militato nella Liga Nacional de Baloncesto Profesional.
Disputa le partite interne nel Parque Revolución, che ha una capacità di 2.000 spettatori.